# Astragalus aspindzicus
Astragalus aspindzicus es una especie de planta del género Astragalus, de la familia de las leguminosas, orden Fabales.
Fue descrita científicamente por I. Mandenova & L. Chintibidze.